# Cynthia Erivo
Cynthia Onyedinmanasu Chinasaokwu Erivo, född 8 januari 1987 i Stockwell i London, är en brittisk skådespelare och sångerska.
År 2016 vann hon en Tony Award i kategorin bästa kvinnliga skådespelare i en musikal för rollen som Celie i Broadway-uppsättningen av musikalversionen av Purpurfärgen. Hon vann även en Grammy Award för albumet från musikalen. År 2019 porträtterade Erivo Harriet Tubman i långfilmen Harriet. Rollen ledde till att hon nominerades till bland annat en Golden Globe Award för bästa kvinnliga huvudroll i en dramafilm vid Golden Globe-galan 2020 och en Oscar för bästa kvinnliga huvudroll.

## Filmografi i urval
- 2016 – Mr Selfridge (TV-serie) (två avsnitt)
- 2018 – Widows
- 2018 – Bad Times at the El Royale
- 2019 – Harriet
- 2020 – Genius (TV-serie)
- 2023 – Luther: The Fallen Sun
- 2024 – Wicked
- 2025 – Wicked: For Good